# قانون سرمایه گذاری و مشاغل زیربنایی
قانون سرمایه‌گذاری و مشاغل زیربنایی (IIJA)، (لایحۀ زیرساخت دو حزب) به عنوان قانون سرمایه‌گذاری نمایندگان آمریکا مطرح می‌شود. این قانون بزرگ‌ترین قانون زیرساختی تاریخ فدرال ایالات متحده می‌باشد که توسط صد و هفدهمین کنگره ایالات متحده تصویب و توسط رئیس‌جمهور آمریکا، جو بایدن در ۱۵ نوامبر ۲۰۲۱ به قانون تبدیل شد.
این قانون، در ابتدا مبلغی حدود ۵۴۷ الی ۷۱۵ میلیارد دلار بود که این بستهٔ زیرساختی شامل مقررات مربوط به کمک‌های فدرالی به بزرگراه ترانزیت، ایمنی بزرگراه، موتور، تحقیقات، مواد خطرناک و برنامه‌های ریلی وزارت حمل و نقل تنظیم شده بود.
پس از مذاکرات کنگره، این قانون اصلاح شد و به قانون سرمایه‌گذاری در زیرساخت و مشاغل، تغییر نام داد تا شامل بودجه برای دسترسی پهنای باند آب پاک و تجدید شبکه برق، علاوه بر پیشنهاد حمل‌ونقل و جاده در لایحه اصلی مجلس شود. این نسخه اصلاح شده تقریباً ۱٫۲ تریلیون دلار هزینه را شامل می‌شود. این در صورتی است که با ۵۵۰ میلیارد دلار هزینه‌ای که به‌تازگی کنگره قصد داشت به‌طور منظم مجوز دهد، بیشتر است.
این لایحهٔ اصلاح شده در دهم اوت ۲۰۲۱ با رأی ۶۹ به ۳۰ توسط سنا تصویب شد؛ در ۵ نوامبر، این قانون با ۲۲۸–۲۰۶ توسط مجلس به تصویب رسید و ۹ روز بعد توسط رئیس‌جمهور بایدن به قانون تبدیل شد.

## زمینه
در ۳۱ مارس ۲۰۲۱، رئیس‌جمهور، جو بایدن، از طرح ۲٫۳ تریلیون دلاری خود رونمایی کرد. طرح شغلی آمریکایی (که وقتی با طرح خانواده امریکایی ترکیب شد به ۴ تریلیون دلار هزینه‌های زیرساختی رسید)، و توسط بایدن به عنوان «تلاش متحول‌کننده برای اصلاح اقتصاد کشور» مطرح شد. هدف از این طرح تفصیلی، ایجاد میلیون‌ها شغل، تقویت اتحادیه‌های کارگری، گسترش حمایت‌های نیروی کار و رسیدگی به تغییرات آب‌و‌هوا بود.

### تصویب مجلس

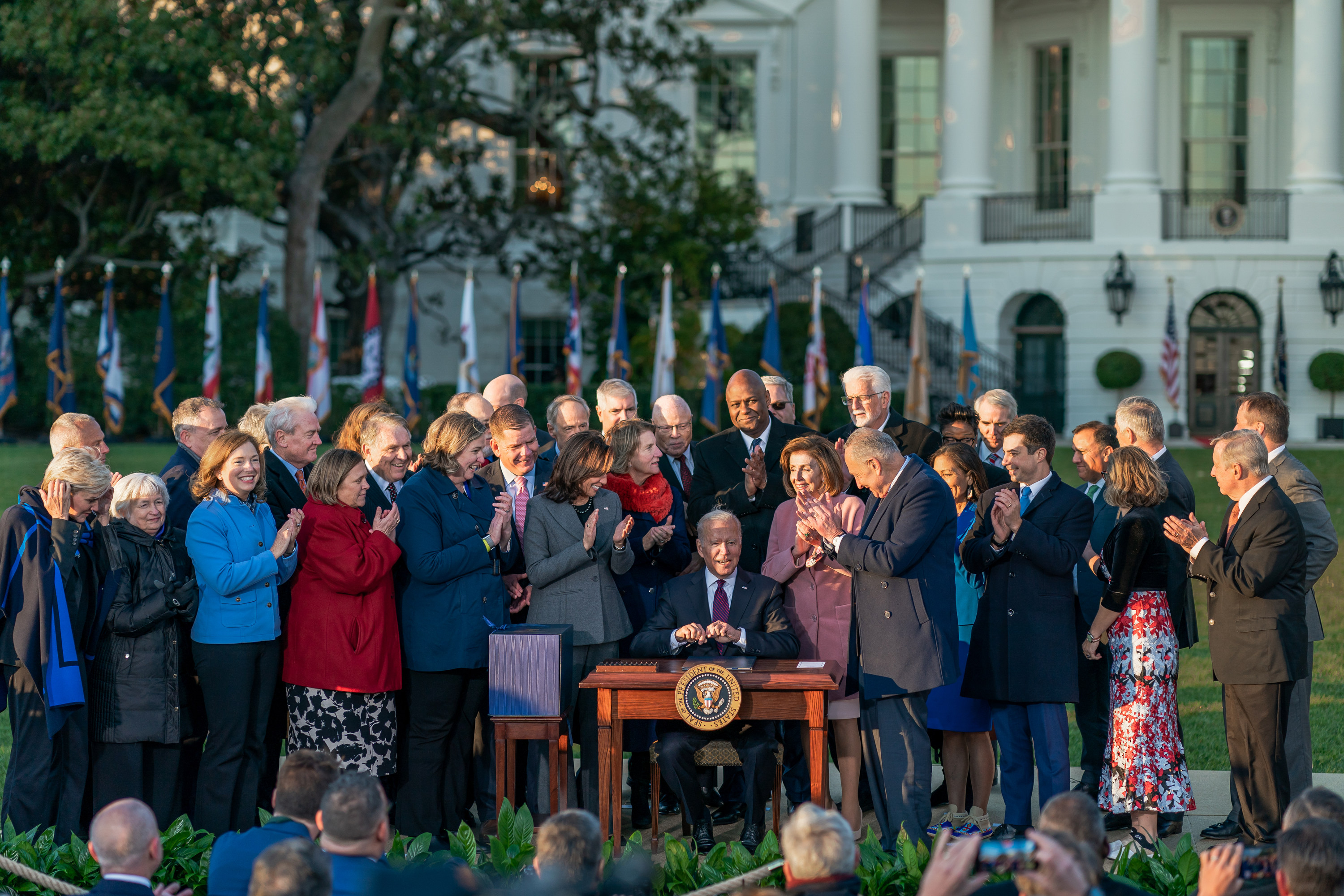
پرزیدنت بایدن در ۱۵ نوامبر ۲۰۲۱ قانون سرمایه گذاری زیرساخت و مشاغل را امضا کرد.

رای مجلس توسط منطقه کنگره در ۵ نوامبر

در نهمین روز ماه اوت، دموکرات میانه‌رو خواستار رای فوری مجلس به این لایحه شدند، زیرا آن‌ها مایل بودند این لایحه به سرعت تصویب نشود. دموکرات‌ها متعهد شدند تا زمانی که در مورد لایحه زیرساخت‌های دو حزبی رأی‌گیری نشود، به تصویب قطعنامه مصالحه، رأی منفی دهند. در حالی که هم بایدن و هم نانسی پلوسی، رئیس مجلس نمایندگان، مواضع قبلی خود را برای حمایت از تصویب لایحه دو حزبی به‌طور جداگانه تغییر داده‌اند، مترقیان از جمله پرامیلا جایاپال، رئیس گروه پیشرو کنگره، و سناتور برنی سندرز معتقدند که از آن به عنوان اهرمی برای تصویب گران‌ترین لایحه استفاده می‌شود. عدم توافقات باعث شد رای‌گیری مجلس نمایندگان در اواخر سپتامبر به تعویق بیفتد. در تاریخ ۲ اکتبر، پلوسی ضرب‌الاجل جدیدی را تا ۳۱ اکتبر تعیین کرد. تا ۲۸ اکتبر، جایاپال و دیگر رهبران مترقی نشان دادند که مایلند به این لایحه جداگانه رأی دهند، اما سندرز و دیگران با این موضوع مخالفت کردند. در ۳۱ اکتبر، اکثریت ترقی خواهان نشان دادند که از هر دو لایحه حمایت خواهند کرد.

## مفاد

### نسخه خانه
در زیر خلاصه لایحه مجاز توسط سرویس تحقیقات کنگره (CRS) برای قانون INVEST in America ارائه شد، نسخه اصلی که در ۱ ژوئیه ۲۰۲۱ به تصویب مجلس رسید است:
- سطوح مصوب سال مالی ۲۰۲۱ را تا سال مالی ۲۰۲۲ برای بزرگراه‌ها، ترانزیت و برنامه‌های ایمنی کمک‌های فدرال گسترش می‌دهد.
- برای FY2023-FY2026 چندین برنامه حمل‌ونقل سطحی، از جمله برنامه بزرگراه کمک فدرال، برنامه‌های حمل‌ونقل، ایمنی بزرگراه، ایمنی حامل‌های موتوری و برنامه‌های ریلی را مجدداً مجاز می‌کند.
- به تغییرات آب‌وهوایی، از جمله راهبردهایی برای کاهش اثرات تغییرات آب‌وهوایی سیستم حمل‌ونقل سطحی و ارزیابی آسیب‌پذیری برای شناسایی فرصت‌ها برای افزایش انعطاف‌پذیری سیستم حمل‌ونقل سطحی و اطمینان از استفاده کارآمد از منابع فدرال توجه می‌کند.
- الزامات تدارکات قانون خرید آمریکا برای بزرگراه‌ها، حمل‌ونقل انبوه و راه‌آهن را بازبینی می‌کند.
- یک برنامه بازسازی پل‌های روستایی را برای بهبود ایمنی و وضعیت تعمیر خوب پل‌ها در جوامع روستایی ایجاد می‌کند.
- الزامات ایمنی جدید را در تمام حالت‌های حمل‌ونقل پیاده‌سازی می‌کند.
- به وزارت حمل‌ونقل دستور می‌دهد تا یک برنامه آزمایشی برای نشان دادن هزینه کاربر در هر مایل وسیله نقلیه موتوری ملی برای بازیابی و حفظ بدهی بلندمدت صندوق امانی بزرگراه و دستیابی و حفظ وضعیت تعمیر خوب در سیستم حمل و نقل سطحی ایجاد کند.[۲۳]

مبالغ مشخص در هزینه‌های حمل‌ونقل سطحی ۳۴۳ میلیارد دلار برای جاده‌ها، بزرگراه‌ها، پل‌ها و ایمنی وسایل نقلیه، ۱۰۹ میلیارد دلار برای حمل‌ونقل و ۹۵ میلیارد دلار برای راه‌آهن بود. مفاد این لایحه، اولویت دادن هزینه‌های تعمیر و نگهداری را بر هزینه‌های زیرساخت‌های جدید، جمع‌آوری داده‌ها در مورد کاهش مایل‌های وسایل نقلیه طی شده از طریق توسعه حمل‌ونقل محور و کاهش محدودیت‌های سرعت برای افزایش ایمنی جاده‌ها و تشویق ساخت خیابان‌های کامل، تشویق می‌کند. نسخه سنا و لایحه نهایی، بر این مشوق‌ها بی‌توجه بود.

### نسخه سنا

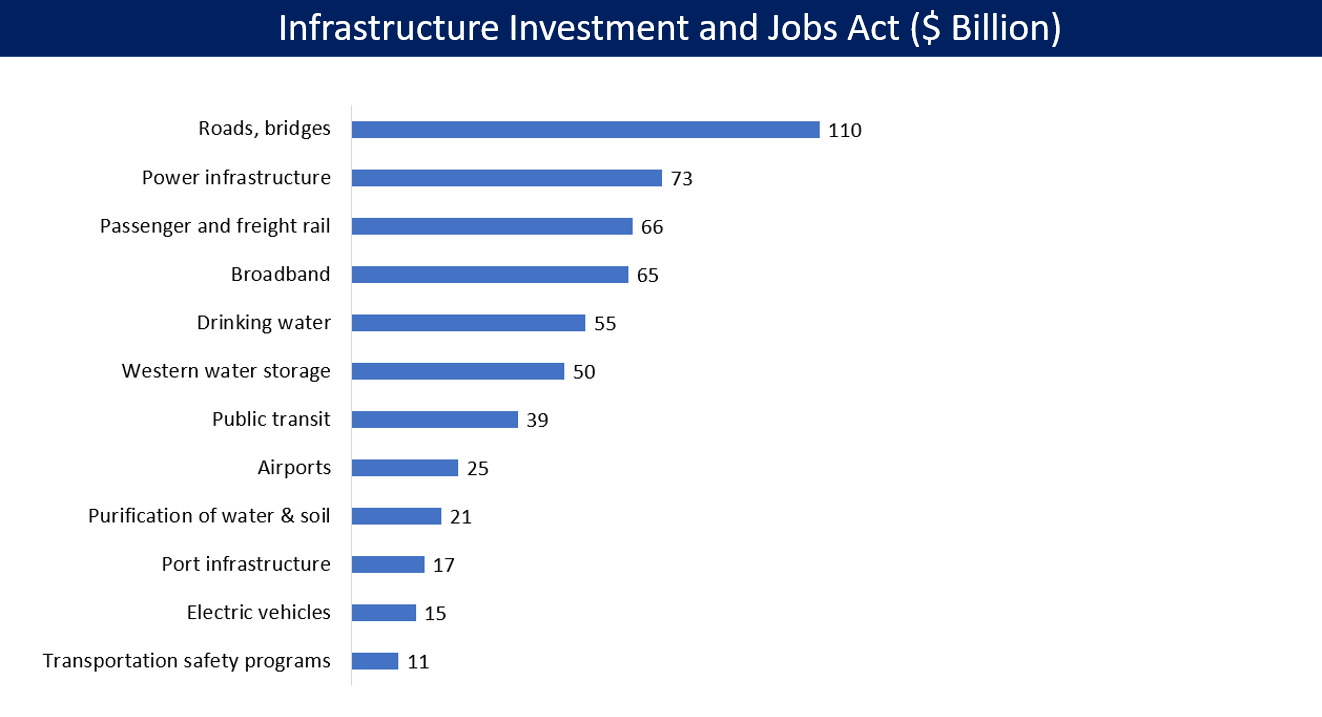
دسته‌های سرمایه گذاری (میلیارد دلار) در قانون سرمایه گذاری زیرساخت و مشاغل سال ۲۰۲۱، به حدود ۵۵۰ دلار اضافه می‌شود. میلیارد در یک دهه

طبق گزارش NPR، نسخه‌ای که در ۲۸ ژوئیه به تصویب سنا رسید، شامل موارد زیر است:
- ۱۱۰ میلیارد دلار برای جاده‌ها، پل‌ها و سایر پروژه‌های بزرگ.
- ۱۱ میلیارد دلار در برنامه‌های ایمنی حمل و نقل.
- ۳۹ میلیارد دلار برای نوسازی ترانزیت و بهبود دسترسی.
- ۶۶ میلیارد دلار در راه‌آهن.
- ۷٫۵ میلیارد دلار برای ساخت شبکه ملی شارژر خودروهای الکتریکی.
- ۷۳ میلیارد دلار برای زیرساخت برق و انتقال انرژی پاک.
- ۶۵ میلیارد دلار برای توسعه پهنای باند.[۳۱]

این لایحه همچنین آژانس توسعه تجارت اقلیت‌ها را به یک آژانس دائمی تبدیل می‌کند.

### تأثیر بر محیط زیست و اقلیم
این لایحه شامل بزرگ‌ترین سرمایه‌گذاری فدرال حمل‌ونقل عمومی در تاریخ است. همچنین شامل ارقام هزینه‌های ۱۰۵ میلیارد دلاری است. همچنین ۱۱۰ میلیارد دلار برای تعمیر جاده‌ها و پل‌ها هزینه می‌کند و شامل اقداماتی برای کاهش تغییرات آب‌وهوا و بهبود دسترسی دوچرخه‌سواران و عابران پیاده می‌شود. افزایش استفاده از حمل‌ونقل عمومی و توسعه ترانزیت محور مرتبط می‌تواند انتشار گازهای گلخانه‌ای حمل‌ونقل در سکونتگاه‌های انسانی را تا ۷۸ درصد و انتشار کلی ایالات متحده را تا ۱۵ درصد کاهش دهد.
این لایحه شامل هزینه ۲۱ میلیارد دلاری برای پروژه‌های زیست‌محیطی، ۵۰ میلیارد دلار برای ذخیره آب و ۱۵ میلیارد دلار برای وسایل نقلیه الکتریکی است. ۷۳ میلیارد دلار برای زیرساخت‌های برق از جمله تنظیم شبکه برق برای انرژی‌های تجدید پذیر هزینه خواهد شد. همچنین یک میلیارد دلار برای اتصال بهتر محله‌هایی که توسط زیرساخت‌های حمل‌ونقل از هم جدا شده‌اند به عنوان بخشی از تلاش‌های عدالت زیست‌محیطی اختصاص می‌دهد. این مبلغ از طریق برنامه کمک هزینه اختیاری آزمایشی جوامع مجدد (RCP) هزینه خواهد شد که در میان سایر اولویت‌ها، این موارد را ترویج می‌کند: «گزینه‌های حمل‌ونقل جدید یا بهبودیافته و مقرون به صرفه برای افزایش تحرک و اتصال ایمن برای همه، از جمله برای افراد دارای معلولیت، از طریق سفرهای کم کربن مانند پیاده‌روی، دوچرخه سواری، که انتشار گازهای گلخانه‌ای را کاهش می‌دهد و سفر فعال را ترویج می‌کند.

## واکنش‌ها

### کنگره
سناتورهای جمهوری‌خواه از طرح متداول بایدن برای تصویب یک طرح دو حزبی و یک لایحه جداگانه آشتی با حمایت دموکرات‌ها، مخالفت کردند. مک کانل از بایدن انتقاد کرد که با صدور یک «اولتیماتوم» مبنی بر اینکه او لایحه دو حزبی را بدون بسته آشتی جداگانه امضا نمی‌کند، از حزب خود «غافل شده‌است». پس از اینکه بایدن از اظهارات خود عقب‌نشینی کرد، سناتورهای جمهوری‌خواه دوباره اعتماد خود را به این لایحه دو حزبی ابراز کردند. یاهو خبر نظرسنجی یوگاو که در اواخر ژوئن انجام شد نشان داد که ۶۰ درصد از رای‌دهندگان جمهوری‌خواه از این طرح حمایت می‌کنند.
در ۲۸ ژوئن ۲۰۲۱، جنبش طلوع آفتاب و چندین نماینده مترقی در انتقاد از اندازه و گستره سپاه غیرنظامی آب و هوای بایدن در کاخ سفید اعتراض کردند. چندین معترض به دلیل مسدود کردن ورودی‌های کاخ سفید دستگیر شدند.
در ۶ ژوئیه، ۵۸ عضو هیئت نمایندگان دو حزب حل مشکلات مجلس، حمایت خود را از این لایحه دو حزبی اعلام کردند و خواستار رأی‌گیری سریع و مستقل در مجلس شدند. در ۲۱ ژوئیه، گروهی متشکل از ۶۵ فرماندار و شهردار سابق این طرح را تأیید کردند.
پیش از رای‌گیری رویه‌ای در ۷ اوت، دونالد ترامپ رئیس‌جمهور سابق آمریکا به این لایحه حمله کرد و گفت که از رقبای اصلی جمهوری خواهان سناتورهایی که به آن رای می‌دهند، حمایت خواهد کرد. او انتقادات خود را پس از تصویب این لایحه توسط کنگره تکرار کرد.

### دیگران
در ۲۲ ژوئن، اتاق بازرگانی ایالات متحده، میزگرد تجاری و No Labels بیانیه مشترکی صادر کردند و از رئیس‌جمهور خواستند که یک لایحه دو حزبی را بررسی کند. دو گروه قبلی برای طرح عدم افزایش مالیات شرکت‌ها و در عوض اعمال هزینه‌های کاربر و وام گرفتن از سایر صندوق‌های فدرال لابی کرده‌اند. سناتور برنی سندرز اعلام کرده است که از پرداخت این صورتحساب از طریق پیشنهاد مالیات بر گاز یا اضافه هزینه برای خودروهای برقی حمایت نخواهد کرد.
بر اساس نظرسنجی اوایل ماه اوت هاروارد CAPS- Harris Poll، حدود ۷۲ درصد از رای‌دهندگان از این لایحه حمایت می‌کنند. در ۲۴ سپتامبر، رهبران کنفرانس شهرداران ایالات متحده، لیگ ملی شهرها، لیگ ملی شهری و دیگر گروه‌های مدافع سیاه پوستان آمریکایی حمایت خود را از این لایحه اعلام کردند.